# لويغي جيورجي
لويغي جيورجي (بالإيطالية: Luigi Giorgi)‏ (19 أبريل 1987 بأسكولي بيتشينو في إيطاليا - ) هو لاعب كرة قدم إيطالي في مركز الوسط. لعب مع أتالانتا ونادي أسكولي ونادي باليرمو ونادي تشيزينا ونادي سبيزيا ونادي سيينا ونادي نوفارا وASD Città di Foligno 1928 ‏.

## وصلات خارجية
- لويغي جيورجي على موقع قاعدة بيانات كرة القدم.إي يو (الإنجليزية)
- لويغي جيورجي على موقع Soccerway.com (الإنجليزية)
- لويغي جيورجي على موقع AS.com (الإسبانية)